# ミスター・ロジャースのネイバーフッド
ミスター・ロジャースのネイバーフッド（原題：Mister Rogers' Neighborhood）は、1968年から2001年まで放送されていたアメリカの子供向け教育テレビ番組である。フレッド・ロジャースが製作し、司会を務めた。アメリカでは非常に有名な番組で、2023年12月にバラエティ誌は「ミスター・ロジャースのネイバーフッド」を「史上最高のテレビ番組100」の89位にランク付けした。ただし、同様の子供向け教育テレビ番組であるセサミストリートが全世界で知名度が高いのと対照的に、アメリカ以外ではほとんど放送されておらず日本でも一切放送されていない。

## 歴史
この番組の原型は、1954年にピッツバーグの公共放送局WQEDが「The Children's Corner」を放送したことに始まる。これはロジャースが人形遣い兼作曲家を務め、この番組で、キング・フライデー13世、ダニエル・タイガー、フクロウのXなど、後のシリーズで使用される人形、キャラクター、音楽の多くが開発された。
次にロジャースはカナダのCBCテレビで1961年から「Misterogers」の製作に取り組んだ。「Misterogers」はCBCで約4年間放映され、この時に有名なトロッコや城などのセットの多くが作成された。また、ロジャーズが人形やキャラクターとしてだけではなく、彼自身がカメラの前に登場した。
1966年にロジャースはアメリカに戻り、ピッツバーグの公共放送局で、「Misterogers' Neighborhood」を制作した。この番組は1968年2月19日にNETにアメリカで初めて全国放送され、1971年からPBSが放送を引き継ぎ、番組名も現在の形になった。番組は2001年8月31日までPBSで放送された。
1968年から1976年までを第1シリーズと呼び、休止期間を挟み1979年から2001年までを第2シリーズと呼んでいる。1968年分のみモノクロであり、残りはカラーである。全話が視聴可能状態で残されている。この番組は主に2歳から5歳の未就学児を対象としているが、PBSでは「全年齢向け」としている。

## 形式
30分の間にいくつかのコーナーがあり、ロジャースは様々な話題について視聴者に直接語りかけ、事前収録の映像によって視聴者を様々な場所へ社会見学に連れて行ったり、番組のセット内で実験、工芸、音楽の実演をしたり、友人と交流したりした。ロジャースはキャラクターを演じるのではなく、カメラの前ではただ自然に振舞うことに力を入れており、「誰にでも与えることができる最高の贈り物の1つは、正直な自分という贈り物です。子供たちは1マイル先からまやかしを見抜くことができると信じています」と述べた。番組中には、ロジャースがセット内のさまざまな場所を訪れ、ブロケットのパン屋、ボブ・トロウの工房、ネグリの音楽店、そして人形が住んでいる地区などでエピソードのテーマに焦点を当てた事柄について話すコーナーがあった。
この番組の特徴として偉大なマンネリがあり、長年のエピソードに渡りお決まりの行動が貫かれている。番組開始時にジャケットを脱ぎ、カーディガンを着、靴を脱ぎ、スニーカーを履く。そして魚に餌をやる。子供にはいつもの楽しい時間がきたと知らせる意味があった。番組の終わりにはスニーカーを靴に履き替え、カーディガンをしまい、ジャケットを着て家を離れる。他のコーナーも多くがマンネリ的な進行であり、その中に新しい話題を組み込むという形だった。
30年間には多くのご近所さんが登場し、著名人のゲストも多く訪れた。ご近所さんやゲストの実演は生収録であった。

## 再放送
番組終了後、2010年頃までにほとんどの局で再放送も終了した。しかし、2020年代に入って再放送を復活させる動きがあり、2025年現在、PBSも週末の早朝に再放送を実施している。ただし、第1シーズン（1968年～1976年）と1983年11月の「紛争」は再放送の枠に入っていない。またインターネット上においても米国のAmazon Prime Video等で配信中である。
2017年5月15日から2017年6月3日までインターネット配信のTwitchにおいて全話放送マラソンが行われた。これまで一度も再放送されなかったミスター・ロジャースのエピソードが多数含まれていた。1983年11月の「紛争」等の一部のエピソードは省かれた。ライブ配信中、視聴者はPBSを応援するよう呼びかけられていた。

## その他
当時のアメリカ国内の社会状況では厳然とあった人種差別に対して、ささやかな抵抗を試みたことで非常に有名である。1969年5月9日の番組内で、近所の友人である黒人警官のクレモンスと水を張った盥に一緒に足を入れ涼んだ。当時としては法律違反ではなかったが、明確なタブー破りであり大きな反響を巻き起こした。全米テレビ芸術科学アカデミーが発表した「テレビが伝えた偉大な瞬間75」の7位にこの日の番組が選ばれている。